# Fédération Internationale de l’Art Photographique

Logo der FIAP

Die Fédération Internationale de l'Art Photographique (FIAP) ist ein weltweit tätiger Dachverband für Amateur- und Profifotografen. Offizielle Sprachen der FIAP sind Französisch und Englisch. Offizielle Texte werden ins Deutsche und Spanische übersetzt. Sitz der FIAP ist Kayl (Luxemburg).

## Geschichte
Die FIAP wurde offiziell in Bern/Schweiz anlässlich des konstituierenden Kongresses vom 17. bis 19. Juni 1950 gegründet. An diesem Kongress waren 10 Nationen vertreten (Belgien, Brasilien, Dänemark, Frankreich, Italien, Jugoslawien, Luxemburg, Österreich, Schweden und die Schweiz).
Der geistige Vater des Verbandes, der Belgier Dr. Maurice Van de Wijer, trug sich seit 1946 mit dem Gedanken, eine Vereinigung zu gründen, welche international die Interessen der Fotografie und der Amateurfotografen vertreten sollte. Dazu nahm er mit verschiedenen nationalen Verbänden Kontakt auf. Die Idee trug er 1947 dem Schweizer Ernest Boesiger vor mit der Bitte, in einer solchen Vereinigung als Sekretär tätig zu sein. Er selbst übernahm das Präsidium der Union Internationale des Sociétés Photographiques, die dann Conseil International de l'Art Photographique und sich schließlich zur Fédération Internationale de l'Art Photographique wandelte. Erste Teilnehmerländer waren Belgien, Italien, die Niederlande, Portugal und die Schweiz. Im September 1947 stießen Dänemark, Finnland und Ungarn dazu. Heute (2007) sind der FIAP 85 nationale Verbände von allen Kontinenten angeschlossen.

## Organisation
Der Verband wird von einem Direktionskomitee geleitet. Dieses organisiert alle zwei Jahre den FIAP-Kongress, an welchem unter Beizug von Delegationen der nationalen Verbände die Geschäfte abgewickelt werden. Der Kongress wählt auch die Mitglieder des Direktionskomitees. Für spezielle Aufgaben sind Kommissionen zuständig. Mitglieder der FIAP sind nationale Verbände. Seit Herbst 2004 können sich auch Klubs oder regionale Gruppen der FIAP anschließen.

## Zweck
Vereinszweck ist es, die künstlerische Fotografie in all ihren Aspekten zu fördern. Dazu gehört die Organisation von weltweiten fotografischen Anlässen und die Vergabe von Auszeichnungen. Die Pflege von internationalen Kontakten unter den Fotografen ist ebenfalls erklärtes Ziel des Verbandes. In der Zeit vor der Wende z. B. ermöglichte die FIAP Fotografen der Ostblockstaaten Kontakte zur übrigen fotografischen Welt. Die FIAP gibt eigene Publikationen zum Thema Fotografie heraus.

### Anlässe
Die FIAP organisiert oder unterstützt internationale Fotosalons und Biennalen.
- Fotosalons – In erster Linie engagiert sich die FIAP, indem sie über von Außenstehenden organisierte Salons das Patronat übernimmt. Solche Salons müssen gewisse FIAP-Vorgaben erfüllen.
- Biennalen – Die von der FIAP organisierten Biennalen werden alle zwei Jahre in einem andern Land ausgetragen.

### Auszeichnungen
Die FIAP vergibt für herausragende fotografische Leistungen oder besondere Verdienste um die Fotografie Auszeichnungen.
- AFIAP, Artiste FIAP
- EFIAP, Excellence FIAP
- MFIAP, Maître FIAP

Diese drei Auszeichnungen sind für fotografische Leistungen und werden in analogem Sinn für audiovisuelle Leistungen in Form von AV-AFIAP, AV-EFIAP und AV-MFIAP vergeben.
- ESFIAP, Excellence pour Services rendus FIAP
- HonEFIAP, Honoraire Excellence FIAP

Diese zwei Auszeichnungen werden für besondere Verdienste um die Fotografie vergeben und sind Ehrentitel.

## Nationale Verbände im deutschsprachigen Raum
- Deutscher Verband für Fotografie e. V. (DVF)
- Österreichischer Verband der Fotografie (ÖVF)
- Photo Suisse